# Szőcs Géza (költő)
Szőcs Géza (Marosvásárhely, 1953. augusztus 21. – Budapest, 2020. november 5.) Kossuth-díjas és József Attila-díjas erdélyi magyar költő, politikus.

## Pályafutása

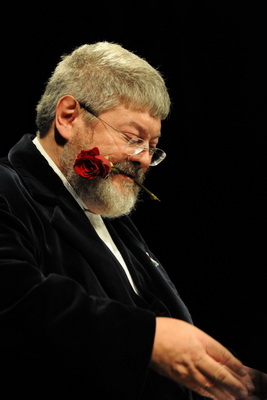
2009. november 8-án (Bahget Iskander felvétele)

Az 1980-as évek végén (Csigó László felvétele)

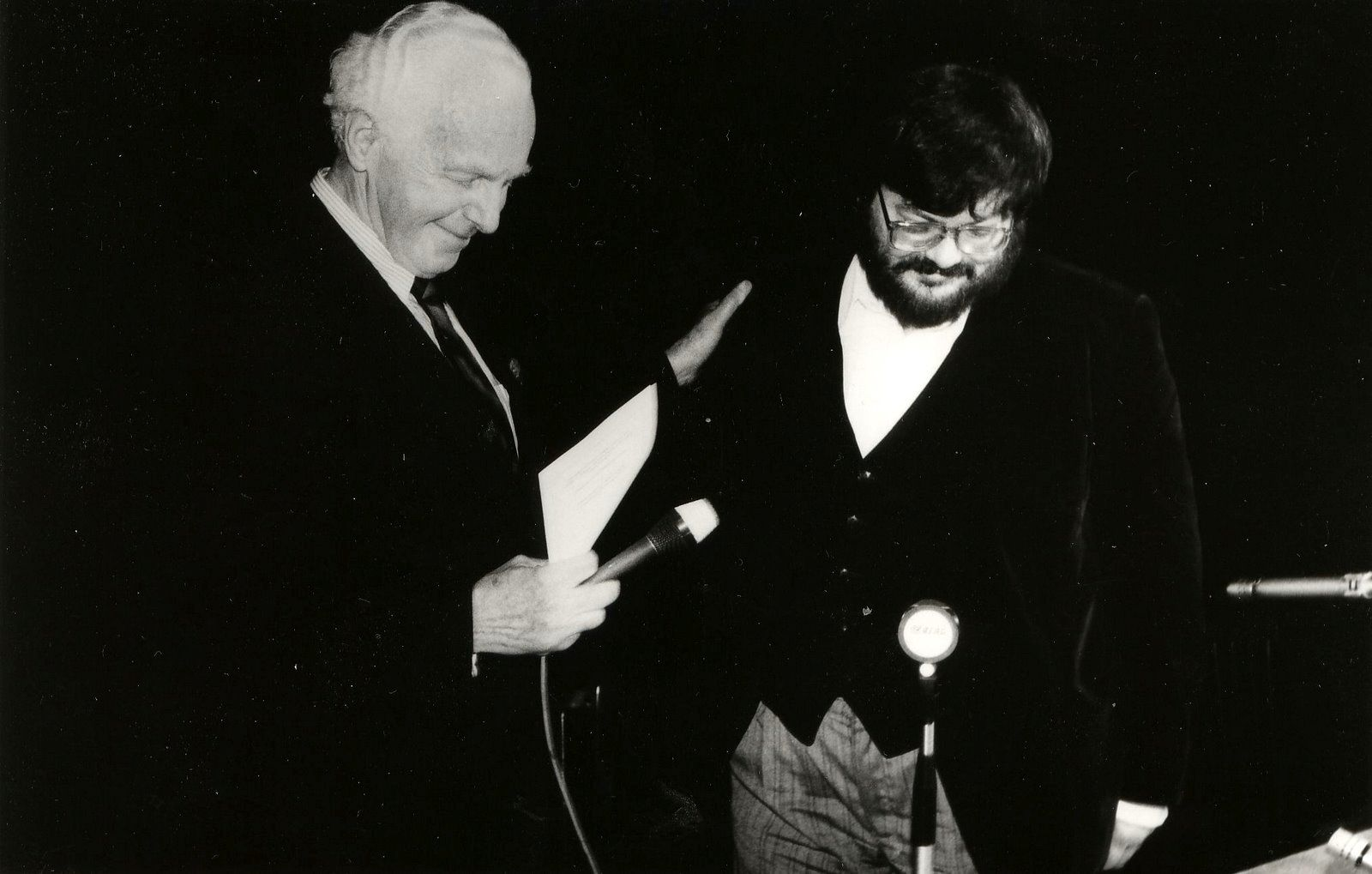
Tom Lantossal a kolozsvári magyar színházban 1990-ben (Csomafáy Ferenc felvétele)

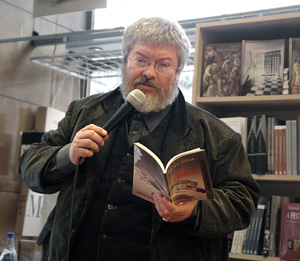
2009-ben, új könyvének bemutatóján. (Kertész Dániel felvétele)

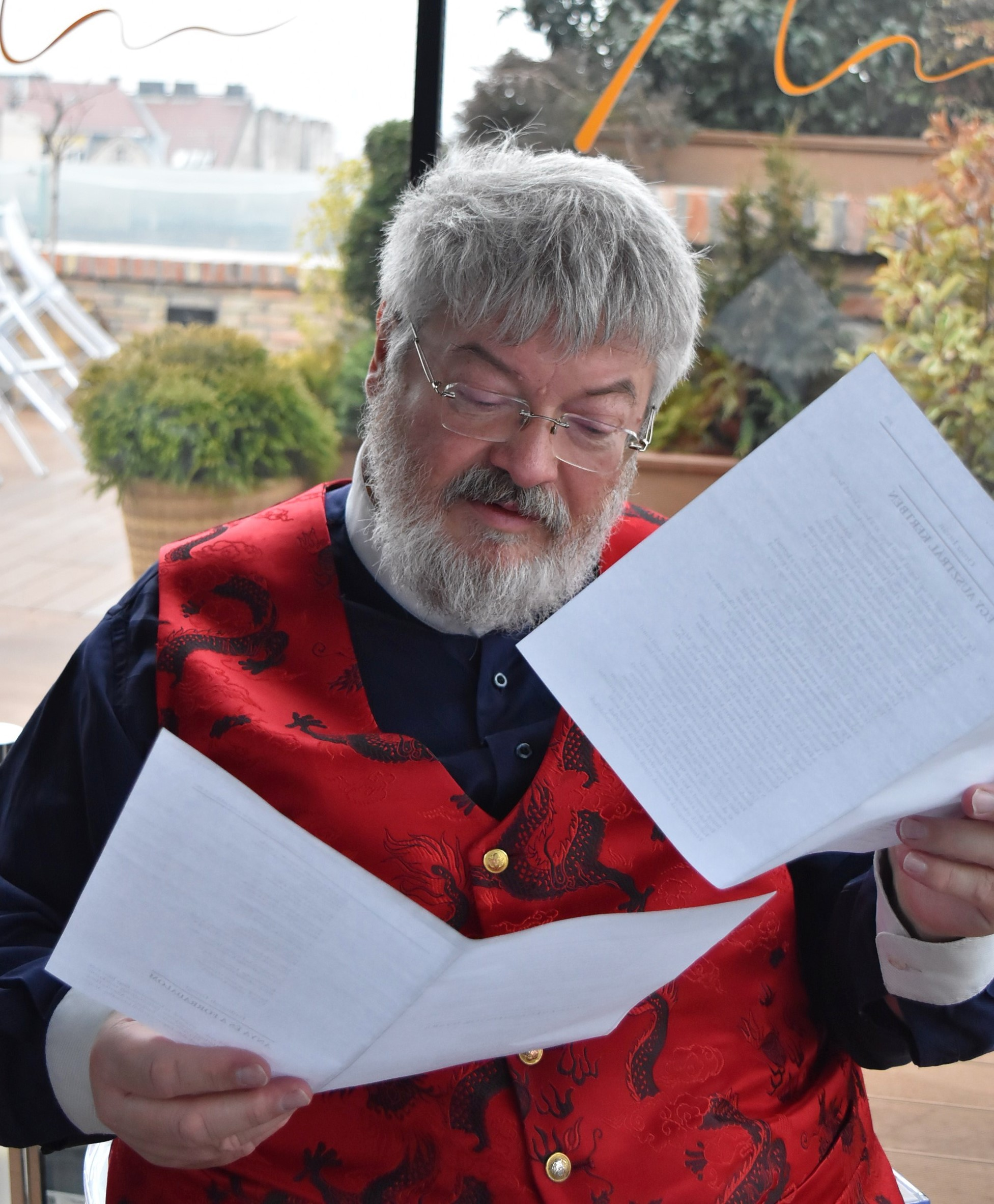
2017-ben, Budapesten, az Ária Hotelban megrendezett Poétai Pleneren (Tóth Csilla Ilona fényképfelvétele)

Édesapja Szőcs István (1928–2020), újságíró, kritikus; édesanyja Márton Ráchel (1928) műfordító. A kolozsvári Babeș–Bolyai Tudományegyetemen végzett magyar–orosz szakon 1978-ban. 1974–1977 között az Echinox című háromnyelvű diáklapot szerkesztette. 1977–1981 között az Igazság című napilap irodalmi munkatársa volt. 1979–1980 között Sütő András javaslatára egy évig Herder-ösztöndíjas volt Bécsben.
1981–1982 között Tóth Károly Antallal, Tóth Ilonával és Ara-Kovács Attilával szerkesztette az Ellenpontok című szamizdat kiadványt. Ennek következtében a román államvédelmi hatóság (Securitate) többször is letartóztatta és bántalmazta. 2012-ben derült ki, hogy apja is a Securitate ügynöke volt, jelentett róla. 1985–1986 között a kolozsvári Irodalomtörténeti és Nyelvészeti Intézet kutatója volt. 1986–1989 között Genfben volt újságíró. 1989–1990 között a Szabad Európa Rádió budapesti irodavezetőjeként működött. 1989-től a Magyar Napló munkatársa lett.
A romániai rendszerváltás után 1990-ben visszatelepült Kolozsvárra, ahol újságírói-szerkesztői munkája mellett politikai szerepet is vállalt: 1990–1991 között az Romániai Magyar Demokrata Szövetség (RMDSZ) főtitkára, 1991–1993 között politikai alelnöke volt. 1990–1992 között szenátorrá választották. 1992 óta az Erdélyi Híradó Könyv- és Lapkiadó Kft. elnöke. 1992 óta a Magyar Szemle szerkesztő-bizottsági tagja. 1994-1996 között az Orient Express felelős kiadója volt. 1996–1998 között a Magyar Polgári Együttműködés Egyesületének elnökségi tagja lett. 1996–2000 között a Duna TV-t felügyelő Hungária Televízió Közalapítvány (HTVKA) ellenőrző testületének tagja volt.
2007-től az Irodalmi Jelen főmunkatársa. 2008-tól a HTVKA kuratóriumának Fidesz delegálta elnökségi tagja. 2010-től 2012-ig a második Orbán-kormány Nemzeti Erőforrás Minisztériumának kultúráért felelős államtitkára. 2011-től a Magyar PEN Club elnöke.
2012-től a miniszterelnök kulturális főtanácsadója. 2013. februárban a miniszterelnök a 2015-ös milánói világkiállításon való magyar részvétel előkészítéséért felelős kormánybiztossá nevezte ki. Szakmai körökben széles körű tiltakozást váltott ki, amikor a magyar pavilon látványtervére kiírt pályázaton nyertes pályamű helyett a második helyezett koncepció megvalósításáról hozott egyszemélyi döntést.
2016 októberében nagy visszhangot váltott ki, hogy „rendkívüli csapásnak” nevezte a magyar sajtószabadságra nézve a Népszabadság felfüggesztését, különösen, hogy az archívum sem hozzáférhető. "Ennek nincsenek, nem lehetnek gazdasági okai, az archívum a magyar kultúra része, a magyar jelenkor történetének része" – jelentette ki.
Öt gyermeke van. Első házasságából született lánya Szőcs Petra költő, filmrendező, forgatókönyvíró.
2020. november 5-én halt meg COVID–19 okozta szövődményekben. Piliscsabán temették el.

## Művei
- Te mentél át a vízen? Versek; Bukarest, Kriterion Könyvkiadó, 1975
- Kilátótorony és környéke. Versek; Bukarest, Kriterion Könyvkiadó, 1977
- Párbaj, avagy a huszonharmadik hóhullás; Kolozsvár, Dacia, 1979
- A szélnek eresztett bábu; Budapest, Magvető Könyvkiadó, 1986
- Az uniformis látogatása. Versek, fordítások, politikai írások; vál., sajtó alá rend. Bollobás Enikő; Hungarian Human Rights Foundation, New York, 1986
- Kitömött utcák, hegedűk. Könyv; Köln–Budapest, Literarische Briefe/Irodalmi levelek, 1988
- A sirálybőr cipő; Budapest, Magvető, 1989
- Históriák a küszöb alól; Budapest, Szépirodalmi Kiadó, 1990
- A vendégszerető avagy Szindbád Marienbadban. "Sz. G. utolsó verseskönyve"; Budapest, Szépirodalmi Könyvkiadó, 1992
- A kisbereki böszörmények. Tragikomédia három felvonásban; Kolozsvár, Erdélyi Híradó, 1994
- Ki cserélte el a népet? Színjáték 15 felvonásban vagy egy felvonásban, 15 jelenetben vagy 1025 évben szünet és megszakítás nélkül; írta és ollózta Szőcs Géza; Erdélyi Híradó, Kolozsvár, 1996
- Passió; Budapest, Magvető Könyvkiadó, 1999
- Drámák, hangjátékok; Budapest, Kortárs kiadó, 2002
- Az allegóriás ember, avagy Mikor a szomszédgyerek a Holdra lép; Concord Media, Arad, 2003 (Irodalmi jelen könyvek)
- A magyar ember és a zombi. Drámás történetek; Budapest, Kortárs Kiadó, 2003 ISBN 9639297828
- Liberté 1956; Budapest, A Dunánál, 2006 ISBN 973-7648-07-2
- Limpopo; Budapest, Magvető, 2007 ISBN 978-963-1425-54-3
- Beszéd a palackból; Irodalmi Jelen Könyvek, Arad, 2008
- Amikor fordul az ezred (Beszélgetőkönyv és dokumentumgyűjtemény; Sz. G. és Farkas Wellmann Endre); Budapest, Ulpius-ház, 2009
- Nyestbeszéd (Szőcs Géza 33 verse Faludy György válogatásában); Budapest, Ulpius-ház, 2010
- Tasso Marchini és Dsida Jenő avagy Sorsvonalak játéka Kolozsvártól Arco di Trentóig; Szent István Társulat, Budapest, 2010
- A kisbereki böszörmények. Tragikomédia három felvonásban. Kolozsvárott, 1994 márciusában; Fapadoskonyv.hu, Budapest, 2010
- Carbonaro: Ha polip szuszog Kolozsvárott 1. A Sziveri beszélgetőkönyv 21 története, amelyet Szőcs Géza azért mesélt Sziveri Jánosnak, hogy elvonja barátja figyelmét a gyászos gondolatokról élete utolsó hónapjaiban; Méry Ratio, Somorja, 2013
- Carbonaro: Hat-százhat. Utazás tréfás rímekben Magyarországon és a világ körül. Gyerekeknek, 6 éves kortól 106 évesekig; Occident Média, Arad, 2015 (Irodalmi jelen könyvek)
- Válogatott versek; Hargita Kiadóhivatal, Csíkszereda, 2016
- Párbeszéd a pokolban. Szőcs Géza az Irodalmi Jelen hasábjain, 2008–2019. Versek, drámai szövegek, esszék, tanulmányok, naplójegyzetek, glosszák, előadások; IJK, Arad, 2020
- Demeter Szilárd–Szőcs Géza–Szentmártoni János: Társalgókönyv. A magyar irodalompolitika tíz éve, 2010–2020; összeáll. Urbán Péter; Aegis Kultúráért és Művészetért Alapítvány, Székesfehérvár, 2022
- A kolozsvári sétatér. Szőcs Géza költeményei Szilágyi Enikő előadásában; Fekete Sas, Budapest, 2023 + mell.
- Összegyűjtött versek; szerk., utószó Balázs Imre József; Helikon, Budapest, 2023

## Díjak
- 1976 – a Romániai Írószövetség Debüt-díja
- 1986 – Robert Graves-díj
- 1986 – Füst Milán-díj
- 1990 – Az Év Könyve-jutalom
- 1992 – Déry Tibor-díj
- 1993 – Bethlen Gábor-díj[14]
- 1993 – József Attila-díj
- 2004 – Szépirodalmi Figyelő-díj
- 2006 – Magyar Művészetért díj
- 2008 – a Romániai Írószövetség díja a Limpopóért
- 2009 – a Bécsi Európai Akadémia nagydíja
- 2010 – Báthory-díj[15]
- 2013 – Magyarország Babérkoszorúja díj
- 2015 – Kossuth-díj
- 2020 – Széchenyi-örökség Okmánya[16]
- 2023 – A Magyar Kultúra Lovagja  (posztumusz)

## További információk

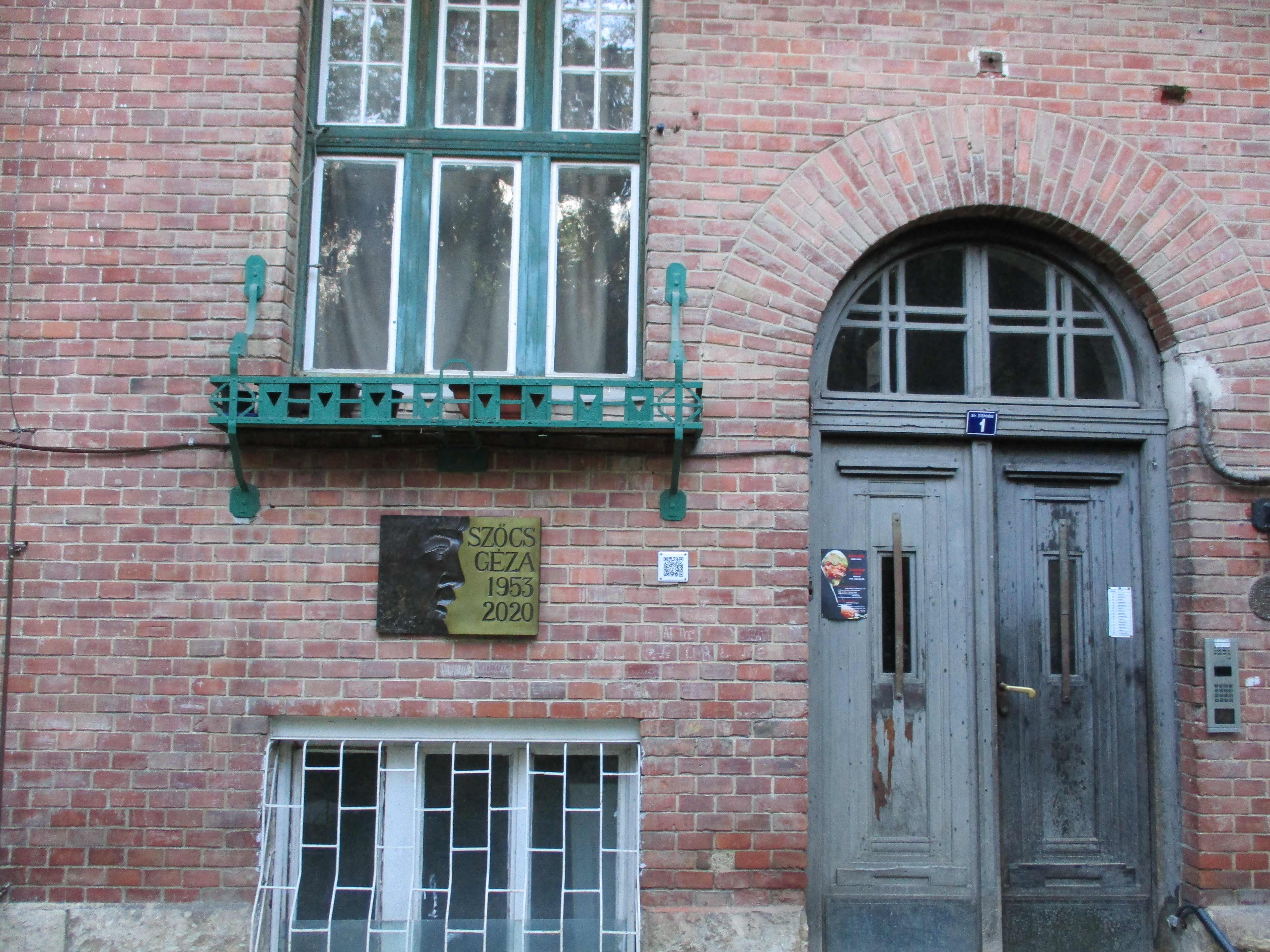
Emléktábla egykori kolozsvári lakásán